# Ombre cinesi (album)
Ombre cinesi è il secondo album di Delia Gualtiero, pubblicato nel 1983 dalla Polydor Records.

## Tracce
1. Nati per correre (Diego Michelon - Delia Gualtiero - Ambrogio Lo Giudice)
2. Nevica (Marco Tansini - Ambrogio Lo Giudice)
3. La vita è un attimo (Marco Tansini - Diego Michelon)
4. Canterò (Marco Tansini - Delia Gualtiero - Oscar Avogadro)
5. Savana hotel (Marco Tansini - Diego Michelon)
6. Ombre cinesi (Diego Michelon - Delia Gualtiero - Oscar Avogadro)
7. Io e Francesca (Marco Tansini - Diego Michelon - Ambrogio Lo Giudice)
8. Bahia (Marco Tansini)
9. Con le stelle che stanno a guardare (Diego Michelon - Ambrogio Lo Giudice)
10. Gocce di musica (Marco Tansini - Oscar Avogadro)

## Formazione
- Delia Gualtiero – voce, cori
- Marco Tansini – chitarra, cori
- Diego Michelon – tastiera, pianoforte, Fender Rhodes, sintetizzatore
- Red Canzian – basso
- Francesco Casale – batteria
- Renato Cantele – basso
- Simona Zanini – cori